# Textkritik
Die Textkritik (von altgriechisch κριτικός und lateinisch criticus als Bezeichnung des Philologen) dient der wissenschaftlichen Untersuchung überlieferter Texte und ihrer Varianten. Je nach Erkenntnisinteresse, Überlieferungslage und methodischem Ansatz steht dabei die Rekonstruktion eines Stammbaums (Stemma codicum) der Textzeugen oder allein die Dokumentation vorkommender Varianten im Mittelpunkt.
Soweit die textkritische Untersuchung ein präzises Modell der Überlieferung ergibt, erlaubt dies auch die Rekonstruktion nicht erhaltener Textstufen. Dies wird meistens genutzt, um die ursprüngliche Fassung eines historischen Textes (oft „Original“ oder „Urtext“ genannt) oder zumindest die ursprünglichste erschließbare Fassung („Archetyp“) anhand mehrerer, aber im Wortlaut unterschiedlicher Textzeugen zu rekonstruieren. Auch andere Textstufen, zum Beispiel die am weitesten verbreitete Fassung, können Ziel der Rekonstruktion sein.
Das Ergebnis textkritischer Arbeit ist in jedem Fall ein Text, der als gesicherte Grundlage der Textinterpretation bzw. Exegese dienen kann; er kann auch den Obertext einer historisch-kritischen Ausgabe des Textes bilden.
Textkritik wird in allen historisch arbeitenden Disziplinen, die sich mit der Interpretation überlieferter Texte befassen, betrieben (insbesondere Philologie, Theologie, Philosophie und Geschichtswissenschaft). Die junge Disziplin der Editionswissenschaft reflektiert die Methoden und die Begrifflichkeit der Textkritik und anderer Aspekte der Erstellung historisch-kritischer Editionen.

## Methoden der Textkritik

### Stemmatologische Methode
Die am häufigsten angewandte Methode der Textkritik ist die stemmatologische (oder genealogische), die von Philologen im 19. Jahrhundert entwickelt wurde und oft auch ‚Lachmann’sche Methode‘ genannt wird. Die Bezeichnung geht auf den Philologen Karl Lachmann zurück, wobei die Forschung seit Sebastiano Timpanaro betont hat, dass dieser die nach ihm benannte Methode „weder erfunden noch konsistent angewendet“ habe. Während es schon lange Verbesserungen von Texten auf breiter Handschriftenbasis gegeben hatte, war diese Methode die erste, die auf ein eigenständiges Modell der Überlieferung eines Textes abzielte. Damit beansprucht die Methode nicht nur, das Original rekonstruieren zu können, sondern auch die Entstehung aller anderen Textzeugen einschließlich ihrer Fehler und Lücken erklären zu können.
A.) Der erste Schritt erfolgt in vier Stufen:

1. Heuristik: Sämtliche erhaltenen Textzeugen werden gesucht und gesammelt. Fragmente und mutmaßliche frühere Fassungen werden ebenso erfasst wie sekundäre Bezeugungen, d. h. Zitate aus dem fraglichen Text bei zeitgenössischen oder jüngeren Autoren. Auch Übersetzungen können als sekundäre Bezeugungen gelten, da abhängig von der Texttreue des Übersetzers aus der Übersetzung auf die der Übersetzung vorliegende Fassung geschlossen werden kann. Die sekundären Zeugen werden zuweilen als „Testimonien“ von den primären Zeugen begrifflich unterschieden.
2. Kollation: Die vorhandenen Textzeugen werden miteinander verglichen und Varianten (Lesarten) festgestellt.
3. Recensio: Die Varianten werden analysiert, insbesondere im Hinblick auf ihr Entstehen. Gemeinsame Lesarten, insbesondere bestimmte Fehler (sogenannte Leitfehler) sind Indizien, dass Textzeugen voneinander oder einer gemeinsamen Vorlage abhängen. Dadurch kann auf die Existenz und den Wortlaut verlorener Vorlagen geschlossen werden, die zwischen dem Archetyp (der gemeinsamen Vorlage aller Zeugen, die vom ‚Original‘ oft durch eine jahrhundertelange Abschreibetradition mit Fehlern getrennt sein kann) und den erhaltenen Textzeugen stehen; sie werden Hyparchetypen genannt. Die Abhängigkeitsbeziehungen zwischen erhaltenen Textzeugen und erschlossenen Hyparchetypen werden oft in Form eines Stammbaums (Stemma codicum genannt) dargestellt. Textzeugen, die nur Abschriften anderer erhaltener Zeugen sind, können von der weiteren Betrachtung ausgeschlossen, „eliminiert“ werden, sofern sie nicht sinnvolle Konjekturen enthalten. Die Anwendung dieser Methode setzt voraus, dass jeder Textzeuge nur von genau einer Vorlage abhängt („geschlossene Überlieferung“); wohingegen Handschriften auf mehrere Vorlagen zurückgehen und durch deren Varianten „kontaminiert“ sind, liegt eine offene Überlieferung vor, für die die Beziehungen zwischen den Textzeugen nicht mit Sicherheit rekonstruiert werden können. Im Fall einer solchen, offenen Überlieferung eines Textes sind die Konstruktion eines Stemma, die Eliminierung von Textzeugen und auch die Rekonstruktion des Archetyps nicht oder nur mit Einschränkungen möglich.
Typischerweise werden folgende Korruptelen gefunden:
- Abschreibversehen:
  - doppelte Sätze, Zeilen, Worte oder Buchstaben (Dittographie),
  - ausgelassene Sätze, Zeilen, Worte oder Buchstaben (Haplographie), insbesondere wenn sich Sätze, Worte oder Phrasen wörtlich oder fast wörtlich wiederholen,
  - Verwechslung von Buchstaben mit ähnlicher Form oder ähnlicher Aussprache (solche Fehler sind häufig aufschlussreich für die Datierung von Textfassungen, da im Laufe der Zeit unterschiedliche Schriften und Aussprachen in Gebrauch waren),
  - Schreibfehler, orthographische Änderungen;
- ein schwieriger Text wurde vereinfacht,
- ein kurzer Text wurde ergänzt,
- ein ungebräuchlicher Wortlaut wurde einem gebräuchlichen angeglichen.

4. Examinatio („Überprüfung“): Die Qualität der Lesarten wird nach den Kriterien Sprache, Stil und innere Schlüssigkeit beurteilt; es ergibt sich die Rekonstruktion des Archetyps. Häufige Argumentationsmuster dabei sind:
- Die ursprünglichere Lesart ist die, die das Zustandekommen der anderen Lesarten am besten erklären kann. (Dieses Prinzip kann mit der Ermittlung der Phylogenese eines Lebewesens in der Biologie verglichen werden.)
- Es gilt das Prinzip: lectio difficilior potior, das heißt, dass die schwierigere Lesart wahrscheinlich die ältere ist. Dieses Prinzip beruht auf der Annahme, dass ein Text bei seiner Abschrift eher vereinfacht und geglättet als komplexer und unverständlicher wiedergegeben wird. Komplizierte Sätze werden vereinfacht, veraltete Wörter, Wortformen und Formulierungen durch modernere ersetzt. Im Falle von Verderbnis wird ein nicht mehr verständlicher oder offenkundig sinnloser Text zu einem leichter verständlichen abgeändert. Gleichzeitig besteht aber die Gefahr, durch unreflektierte Anwendung dieses Prinzips einen Text künstlich zu verkomplizieren. Vollends problematisch, wenn nicht sinnlos, wird ein Vorgehen nach der lectio difficilior bei Texten, die schon an sich selbst keinen hohen literarischen Anspruch stellen.
- Je ursprünglicher ein Textzeuge, desto weniger Abschreibefehler wird er wahrscheinlich enthalten. Dabei ist zu berücksichtigen, dass jüngere Abschriften auch sehr alte oder hochwertige Vorlagen gehabt haben können (recentiores [codices], non deteriores) und dass umgekehrt auch sehr alte Handschriften minderwertig sein können, wenn sie von einem unfähigen Schreiber angefertigt wurden.

B.) Wo die so ermittelte Textfassung des Archetyps als fehlerhaft erkannt wird, wird im zweiten Schritt angestrebt, den ursprünglichen Text des Autors durch Divination (kluge und begründete Vermutung) wiederherzustellen (Emendation). Auch hier urteilt der Herausgeber nach seiner Kenntnis des historischen Umfelds, des Sprachgebrauchs des Autors und seiner Zeit bzw. der Schreibergewohnheiten zur mutmaßlichen Entstehungszeit des Archetyps, der inneren Struktur des zu edierenden Textes, sowie seiner Einbettung in das literarische Umfeld (intertextuelle Bezüge). Zwei Mittel stehen zur Verfügung:
- Konjektur: Der Herausgeber ersetzt den Text des Archetyps durch einen anderen, nirgends überlieferten. Häufig, aber nicht immer, ähnelt die Konjektur im Schriftbild dem überlieferten Text, sodass sich leicht eine plausible Hypothese bezüglich eines möglichen Verschreibungsvorgangs angeben lässt. Konjekturen können völlig unterschiedlichen Grad an Sicherheit aufweisen, vom hochspekulativen Vorschlag, der eher dazu dient, die Aufmerksamkeit auf eine problematische Stelle zu lenken („diagnostische Konjektur“), bis hin zur offensichtlichen und über jeden Zweifel erhabenen Richtigstellung, einer sogenannten coniectura palmaris („auf der Hand liegende Konjektur“, von palma, „Handfläche“).
- Athetese: Der Herausgeber scheidet Text aus, den er als spätere Zutat erkannt hat und der demnach nicht zum ursprünglichen Text des Autors gehört hat; dies wird durch eckige Klammern angezeigt. Oft handelt es sich dabei um Randnotizen, Erklärungen oder Kommentare eines Schreibers, die von einem späteren Abschreiber als Teil des Textes angesehen wurden (Interpolation).

Umgekehrt kann der Herausgeber auch der Meinung sein, dass originaler Text ausgefallen ist (Lacuna); Handschriften haben manchmal Löcher im Schreibmaterial oder Teile der Seite sind zerstört oder abgerissen, einzelne Buchstaben oder Worte sind überschrieben, verwischt oder nicht mehr lesbar. Ergänzte Wörter oder Buchstaben werden in spitze Klammern gesetzt, längere Lücken zumeist mit Asterisken angedeutet. Nur in seltenen Fällen werden auch längere Lücken mit passend erfundenem Text gefüllt. Bei größeren Lücken kann der Herausgeber eine Zusammenfassung dessen geben, was in dem verlorenen Text mutmaßlich inhaltlich enthalten war.

### Leithandschrift-Prinzip
Eine Alternative zur stemmatologischen Methode sind Editionen nach dem Leithandschrift-Prinzip (auch copy edit-Ausgaben genannt). Sie findet vor allem bei volkssprachlichen Texten des Mittelalters und bei neuzeitlichen Texten Anwendung. Auch hier wird zunächst die Überlieferung gesammelt (Lachmanns ‚Heuristik‘) und überprüft, aber die recensio findet normalerweise nicht in Form einer Kollationierung aller Textzeugen statt. Stattdessen wird eine Handschrift als Leithandschrift ausgewählt; die Edition folgt dem Wortlaut dieser Handschrift entweder vollständig oder weicht nur in wenigen Fällen von ihr ab (z. B. bei Beschädigungen der Handschrift). Abweichungen können auf Basis anderer Handschriften oder auch als Konjektur erfolgen, der Grad der Normalisierung ist unterschiedlich. Editionen, die der Leithandschrift besonders eng folgen (Orthographie, Layout usw.) nennt man diplomatische Editionen.
Anders als die stemmatologische Methode kann das Leithandschrift-Prinzip auf alle Überlieferungssituationen angewandt werden, also auch bei einer sogenannten kontaminierten Überlieferung. Ein weiterer Vorteil ist die Zeitersparnis, da die recensio weitaus weniger aufwendig ist. Außerdem präsentiert eine Edition nach dem Leithandschrift-Prinzip einen Text, der zumindest so oder sehr ähnlich zumindest in Form der Leithandschrift auch historisch wirksam wird, während stemmatologischen Editionen teilweise vorgeworfen wird, einen Text, den es so nie gab, zu konstruieren. Andererseits enthält eine Edition nach dem Leithandschrift-Prinzip deutlich weniger Informationen über die Entwicklung eines Textes im Laufe der Überlieferung und erhebt auch nicht den Anspruch, verlorene Überlieferungsstufen (einschließlich des Originals) zu rekonstruieren. Auch ist keineswegs sicher, dass die ausgewählte Leithandschrift eine weiter verbreitete Fassung repräsentiert.
Das Leithandschrift-Prinzip wird in der Praxis sowohl auf Texte angewandt, von denen es sehr wenige Textzeugen gibt (bei denen die Wahl der Leithandschrift oft leicht fällt) als auch auf solche, von denen es so viele Textzeugen gibt, dass eine vollständige Kollationierung faktisch unmöglich ist.
In der Praxis können die stemmatologische Methode und das Leithandschrift-Prinzip auch kombiniert werden, wenn z. B. die Leithandschrift auf Basis eines stemmatologisch erstellten Modells der Überlieferung ausgewählt wird oder der Text zwar nach der stemmatologischen Methode erstellt wurde, aber hinsichtlich der Orthographie einer Leithandschrift gefolgt wird.

### Ergebnis
Das Ergebnis der textkritischen Arbeit ist eine begründete Vermutung darüber, welchen Wortlaut der ursprüngliche Text hatte und auf welche Weise die erhaltenen Textzeugen entstanden sind. Neben dem wahrscheinlichsten Ergebnis ergeben sich oft weitere mögliche, aber weniger wahrscheinliche Modelle in Bezug auf den ursprünglichen Wortlaut und die weitere Entwicklung des Textes, während wieder andere Hypothesen ausgeschlossen werden können.
Zur Textkritik gehört auch die Echtheitskritik, d. h. Aussagen darüber, wer den (rekonstruierten) Text verfasst hat bzw. wenn dies nicht möglich ist, zumindest eine Angabe zu Ort, Zeit und Milieu der Entstehung.
Die Ergebnisse textkritischer Arbeit werden meist in Form einer historisch-kritischen Edition vorgelegt. Wichtige Ergebnisse und die verwendete Methode werden im Vorwort dargelegt; die Edition selbst besteht aus dem sogenannten Obertext (dem textkritisch erstellten Text) und meist mehreren Apparaten. Der wichtigste ist der textkritische Apparat – zumeist am Fuße des Textes –, der die unterschiedlichen Lesarten der einzelnen Textzeugen dokumentiert. Somit kann der Leser einerseits das Vorgehen des Herausgebers nachverfolgen, andererseits eigene Überlegungen zur Rekonstruktion des Textes anstellen, wenn z. B. verschiedene Lesarten verschiedene Sinnrichtungen ergeben. Damit trägt der textkritische Apparat entscheidend zur Wissenschaftlichkeit der Quellenarbeit bei, indem er Ergebnisse überprüfbar macht und zu einer fortgesetzten Diskussion der einmal erreichten Ergebnisse anregt.
Es gibt zwei mögliche Formen eines textkritischen Apparates:
Negativer Apparat: Der Apparat verzeichnet nur vom konstituierten Text abweichenden Lesarten der Textzeugen.
Positiver Apparat: Hier sind alle Lesarten – auch die für die Textkonstitution gewählte – ausgeschrieben.
Zeichen, die im Text auftauchen können:
†…†: Der Text ist so stark verderbt, dass er nicht mehr zu entziffern ist, vielleicht weil der Schreiber zu undeutlich geschrieben hat, eine Schabung vorgenommen wurde oder das Material beschädigt ist. Die drei Punkte zeigen, dass der Herausgeber keine Angabe oder Vermutung machen möchte, was hier gestanden haben könnte (sog. crux critica oder crux desperationis).
†Text†: Der Archetyp überliefert einen Text, der jedoch syntaktisch oder semantisch keinen Sinn ergibt, und keine der bisher vorgeschlagenen Konjekturen hat nach Meinung des Herausgebers hinreichende Wahrscheinlichkeit.
<Text>: Der Herausgeber ergänzt hiermit Text, der in keinem Textzeugen bezeugt ist. Der Vorschlag muss nicht von ihm kommen, sondern kann auch schon von einem anderen Philologen unterbreitet worden sein.
[Text]: Der Herausgeber hält den solchermaßen eingeklammerten Text, der in vielen oder allen Textzeugen bezeugt ist, für nicht ursprünglich.

## Textkritik von verschiedenen Textarten
Die Grundlagen der Textkritik gelten für alle Arten von Texten. Für verschiedene Arten von Texten gibt es jedoch unterschiedliche Problemstellungen, die teilweise unterschiedliche Methoden oder Schwerpunkte erfordern.

### Texte aus der klassischen Antike
Für die Herausgabe von Texten aus der Antike gibt es oft nur wenige Textzeugen. Das bestbezeugte Werk ist Homers Ilias mit 700 Textzeugen, aber für sehr viele Werke liegt die Zahl der erhaltenen Textzeugen im einstelligen Bereich. Die Kollation ist hier eine überschaubare Aufgabe. Andererseits spielt die Emendation eine wichtige Rolle, da man oft nicht davon ausgehen kann, dass die ursprüngliche Form in einer der wenigen Varianten tatsächlich enthalten ist. Eine weitere Besonderheit liegt darin, dass die Überlieferungsträger für antike literarische Texte oft Jahrhunderte jünger als die entsprechenden Werke sind. Die meisten klassischen Werke sind ausschließlich in Form mittelalterlicher Abschriften erhalten, weshalb regelmäßig viele verlorene Zwischenstufen der Überlieferung anzunehmen sind, darunter in vielen Fällen auch der Wechsel von Papyrusrollen zu Pergamentcodices. Im Vergleich zu überlieferten Texten anderer Epochen liegt ein sehr großer Anteil der literarischen Texte der griechischen und lateinischen Antike in historisch-kritischen Ausgaben vor, Neufunde vollständiger Textzeugen sind seit langem sehr selten geworden.

### Hebräische Bibel
Für die Hebräische Bibel liegt mit dem masoretischen Text ein in vielen mittelalterlichen Handschriften erhaltener und mit Hilfe der Masora sehr genau überlieferter Texttyp vor, dessen Existenz durch in Massada, Wadi Murabbaʿat und Naḥal Ḥever gefundene „protomasoretische“ Textfragmente inzwischen bereits für das 1. Jahrhundert gesichert ist. Weitere hebräische Textzeugen sind der Samaritanische Pentateuch und die in Qumran gefundenen Handschriften biblischer Bücher, die aber bis auf die Große Jesajarolle nur fragmentarisch erhalten sind.
Während nach dem Urteil der meisten Textkritiker der masoretische Texttyp dem Urtext in der Tora sehr nahekommt, ist das bei anderen Büchern, wie dem Samuel- oder dem Jeremiabuch, nicht anzunehmen. Angesichts der spärlichen nicht-masoretischen hebräischen Textüberlieferung sind hier die antiken Übersetzungen, vor allem die griechische Septuaginta und deren Tochterübersetzungen, z. B. die Vetus Latina, von immenser Bedeutung für die Textkritik. Dass viele nur in diesen Übersetzungen bezeugte Varianten auf hebräische Vorlagen zurückgehen, steht inzwischen außer Zweifel, weil einige Qumranhandschriften, wie 4QSama oder 4QJerb, hebräische Lesarten bezeugen, die vom masoretischen Text abweichen, aber zugleich der bis dahin nur vermuteten hebräischen Septuaginta-Vorlage entsprechen.
Naturgemäß ist es mit großen Unsicherheiten behaftet, wenn der Text in der Ursprache mit Hilfe einer Übersetzung korrigiert wird. Deshalb drucken die meisten kritischen Editionen des hebräischen Alten Testaments, wie die Biblia Hebraica Stuttgartensia oder die Biblia Hebraica Quinta, diplomatisch den masoretischen Text ab und verweisen lediglich im Apparat auf die Varianten.

### Neues Testament
Das Neue Testament ist für die Textkritik aufgrund der sehr viel höheren Anzahl an Textzeugen ein Sonderfall. Es gibt über 5.000 griechische Textzeugen, über 10.000 lateinische Handschriften und weitere 10.000 Handschriften von Übersetzungen in andere Sprachen, dazu ungezählte Zitate in anderen Schriften. Für die Erstellung neutestamentlicher Handschriften wurden häufig mehrere Vorlagen verwendet (Kontamination), so dass eine Handschrift mehrere Mütter haben kann. Durch diese Praxis wird das Erstellen von Stemmata sehr schwierig und zum Teil unmöglich. Neutestamentliche Textkritiker tragen dieser besonderen Situation Rechnung, indem sie die Textzeugen aufgrund von wiederkehrenden Ähnlichkeiten in der Textfassung zu Text-Typen gruppieren und bei der Wahl der Varianten eklektisch vorgehen. Die wichtigsten Texttypen sind der alexandrinische, der westliche und der byzantinische Texttyp.
Aufgrund der Vielzahl der frühen Textzeugen wird für das Neue Testament – im Unterschied zu anderen antiken Texten – davon ausgegangen, dass für jede einzelne Stelle die ursprüngliche Textform in mindestens einer Handschrift erhalten geblieben ist. Konjekturen spielen deshalb in der neutestamentlichen Textkritik aktuell keine Rolle.

### Texte aus dem Mittelalter
Für literarische Texte aus dem frühen und hohen Mittelalter, die auf Latein verfasst wurden, stellen sich ähnliche textkritische Probleme wie bei antiken literarischen Texten: Der ursprüngliche Wortlaut wird von den oft deutlich jüngeren Textzeugen unterschiedlich gut bewahrt und kann nur mit großem Aufwand rekonstruiert werden. Im Vergleich zu antiken Texten sind Emendationen schwieriger, weil oft unsicher ist, welche orthographischen und grammatischen Regeln für das Mittellatein des Originals galten. Für volkssprachliche Texte, die v. a. aus dem späteren Mittelalter erhalten sind, sind die erhaltenen Textzeugen zwar oft näher am (vermuteten) Original. Dafür sind Emendationen noch schwieriger durchzuführen und zu begründen, weil z. B. Orthographie und Wortschatz des Mittelhochdeutschen nie standardisiert wurden. Dennoch waren bis ins 20. Jahrhundert Anpassungen an ein hypothetisches standardisiertes Mittelhochdeutsch üblich. Auch deshalb sind für Texte des späteren Mittelalters heute oft Editionen nach dem Leithandschrift-Prinzip üblich. Im Vergleich zu antiken Texten ist ein sehr viel kleinerer Teil der mittelalterlichen Texte aller Art gedruckt oder gar in Form einer historisch-kritischen Ausgabe herausgegeben worden.

### Texte aus der Neuzeit
Textkritik findet auch bei moderner Literatur Anwendung, wenn verschiedene Versionen eines Texts existieren und/oder einzelne Stellen in Verdacht geraten, nicht authentisch zu sein. Angesichts der im Vergleich zu antiken Texten oft sehr guten Überlieferungslage (Autographen, autorisierte Druckfassungen, eventuell sogar Druckfahnen) ist die Rekonstruktion einer autornahen Fassung einerseits oft einfach, andererseits muss man bei mehreren solcher Fassungen genauer begründen, welcher dieser Fassungen warum der Vorzug zu geben ist. Besondere Fragen stellen sich dabei, wenn verschiedene vom Autor selbst verfasste Fassungen unterschiedliche Varianten des gleichen Textes enthalten.

## Geschichte der Textkritik

### Europa
Bereits in der Antike gab es Ausgaben von Texten, mit denen man versuchte, dem Originaltext so nahe wie möglich zu kommen. Die Bibliothek von Alexandria etwa gilt als Produktionsort für die Ausgabe vieler griechischer Klassiker. Meist ist es der modernen Textkritik nur möglich, diese in der Antike vereinheitlichte Textform zu ermitteln, weil sie die letzte (oft auch nur fragmentarisch) erhaltene Fassung eines Textes ist.
Im Mittelalter wurden vor allem im byzantinischen Reich die alten Klassiker gepflegt und schlechte Varianten ausgesondert. Ebenso bemühte sich in dieser Zeit das Judentum sehr darum, seine heiligen Schriften unverfälscht weiterzugeben, was durch die Masoreten in der Zeit von 780 bis 930 seinen Höhepunkt fand. Ab dem ausgehenden Mittelalter bemühten sich insbesondere Humanisten um den Wortlaut literarischer und religiöser Texte der Antike.
Mit Verbreitung des Buchdrucks erschienen ab dem späten 15. Jahrhundert zahlreiche Ausgaben von literarischen Werken der klassischen Antike, der Bibel und der Kirchenväter, deren Wortlaut durch Vergleiche verschiedener Handschriften und durch Konjekturen verbessert worden war.
Die heutige textkritische Methode wurde im 19. Jahrhundert von der klassischen Philologie entwickelt, um antike Texte (die teilweise nur fragmentarisch oder in sehr späten Abschriften, dafür aber in mehreren Traditionslinien überliefert sind) zu rekonstruieren. Herausragende Beiträge zu ihrer Methodik leisteten die Philologen Friedrich August Wolf, Karl Lachmann und F.D.E. Schleiermacher.

### Ostasien
Die traditionelle chinesische Textkritik (zunächst etwas irreführend als kǎogǔ 考古 »Erforschung des Altertums« bezeichnet) war schon früh an der Erforschung der Authentizität älterer chinesischer Texte interessiert, die zu »Klassikern« erhoben wurden.
Eine frühe textkritische Auseinandersetzung fand während der frühen Hàn-Zeit (206 v.u.Z – 220 n. u. Z.) statt: Im Jahr 213 v. u. Z. soll nach dem Shǐjì von Sīmǎ Qiān der Erste Kaiser der Qín-Dynastie die Verbrennung überlieferter Texte befohlen haben. Während der frühen Hàn-Zeit rekonstruierten Gelehrte die verlorenen Texte aus mündlichen Überlieferungen. Diese wurden als »Neue Texte« (jīnwén 今文) bekannt. Im Mauerwerk des Hauses von Konfuzius sollen jedoch ältere Versionen dieser Texte (gǔwén 古文 »Alte Texte«) gefunden worden sein, und es begann eine Debatte zwischen den Anhängern der der orthodoxen Neutextschule und der inoffiziellen Alttextschule.
Die konfuzianischen Texte samt ihrer Kommentare und Textkritik wurden auch in Korea, Japan und Vietnam rezipiert.
Während der Sòng-Zeit (960–1279) bekam die philologisch-historische Forschung vor allem in Form von Textkritik an den Primärquellen (beispielsweise Inschriften auf antiken Bronzegefäßen) neuen Auftrieb.
Während der Qīng-Zeit (1644–1911) gab es eine weitere Blüte der Textkritik: Die Qīng-Herrscher förderten den Neokonfuzianismus, der in der Sòng-Zeit entstanden war, und machten die Auslegung der Klassiker nach Zhū Xī (1130–1200) zur Grundlage der Beamtenprüfungen. Auch Loyalisten der vorhergegangenen Ming-Dynastie wandten sich von den offiziell sanktionierten Sòng-Lehren ab und konzentrierten sich auf Texte aus der Hàn-Dynastie, die der Zeit der eigentlichen Klassiker am nächsten lag. Dabei bemühten sie sich, ihre Auslegungen durch textkritische Untersuchungen (Schriftzeichen-Etymologie, Phonologie und Epigraphik) zu untermauern. Dabei wurden unter anderem sechzehn Kapitel des kanonischen Shū Jīng als spätere Fälschung entlarvt. Nach Benjamin Elman fand hier eine Bewegung »von der Philosophie zur Philologie« statt. Ein Mitbegründer der neuen Textkritik (kǎozhèng 考證 »Erforschung von Beweisen«) war Gù Yánwǔ (1613–1682).
Während der Edo-Zeit (1603–1868) wurden die kǎozhèng-Methoden auch in Japan übernommen. Einer der frühesten japanischen Vertreter war Keichū (1640–1701), der eine kritische Ausgabe des Man’yōshū herausgab.
Die große Bedeutung der historischen Phonologie (neben der Schriftzeichen-Etymologie) für die Textkritik wurde in China erst im 18. Jahrhundert voll erkannt.
Siehe auch: Glossar zur chinesischen Textkritik.

## Kritik der Textkritik
Die Methoden der Textkritik sind seit Langem und mit großem Erfolg in allen philologischen und historischen Wissenschaften erprobt. Für die Rekonstruktion eines verlorenen Urtextes auf Basis von Handschriften mit unterschiedlichem Wortlaut ist die meist mit Lachmanns Namen verbundene stemmatologische Methode weithin anerkannt. Allerdings sind immer wieder Zweifel aufgekommen, für welche Quellen diese Methode sinnvoll angewandt werden kann. Diese Zweifel beziehen sich vor allem auf die Anwendbarkeit der stemmatologischen Methode und die Sinnhaftigkeit der Rekonstruktion eines Urtextes.

### Zweifel an der Anwendbarkeit der stemmatologischen Methode
Die stemmatologische Methode setzt voraus, dass jeder Textzeuge nur von genau einem anderen Textzeugen abhängt. Vor allem Paul Maas hatte das als Normalfall der Überlieferung dargestellt. Dagegen hatte vor allem Giorgio Pasquale schon in seiner Rezension von Maasens Textkritik 1929 und später in einer Monographie den Einwand erhoben, dass vielmehr die kontaminierte Überlieferung der Normalfall sei und daher in weit weniger Fällen als angenommen mit Sicherheit ein stemma codicum rekonstruiert werden könne.

### Zweifel an „zu vielen“ zweigeteilten Überlieferungen (Bédier)
Joseph Bédier kritisierte schon 1928 die stemmatische Methode, nachdem er sie auf von ihm edierte mittelalterliche Lais anwandte. Er bemerkte, dass die meisten Überlieferungen in zwei Zweige gegliedert wurden, obwohl es genaugenommen keinen Grund dafür gebe, warum drei- oder vierzweigige Überlieferungen seltener sein sollten. Er schloss daraus, dass diese Methode nicht strengen wissenschaftlichen Maßstäben genüge, die tatsächliche Textgeschichte nicht korrekt widerspiegeln könne und zu viel subjektiven Spielraum beinhalte. Paul Maas verteidigte dagegen bereits 1937 die stemmatische Methode mit dem Hinweis, ein dreispaltiges Stemma sei tatsächlich viel weniger wahrscheinlich als ein zweispaltiges, da unter den 22 verschiedenen theoretisch denkbaren Typen des stemmatischen Verhältnisses von drei miteinander verwandten Textzeugen nur ein dreispaltiger Typ sei. Dieses Argument wurde 2017 von Hoenen et al. auf Traditionen mit beliebigen Anzahlen an Textzeugen generalisiert und mathematisch modelliert. Dabei zeigte sich, dass generell tatsächlich weniger als 1/5 der entstehenden Überlieferungen drei- oder mehrverzweigend sind, während die Überlieferungen, die sich in 2 Zweige teilen bei mehr als 60 % liegen. Dies wirft die Frage auf, ob das Bédiersche Dilemma tatsächlich eine geeignete Frage bietet, um die Wissenschaftlichkeit der Methode in Zweifel zu ziehen.

### Zweifel an der Sinnhaftigkeit der Rekonstruktion eines ‚Urtextes‘
Bernard Cerquiglini hob in den letzten Jahren hervor, dass die Überlieferung der volkssprachigen mittelalterlichen Literaturen (Altfranzösisch, Mittelenglisch, Mittelhochdeutsch) grundsätzlich nicht mit der der lateinischen und griechischen „Klassiker“ und der heiligen Texte zu vergleichen und die Methode der Textkritik auf diese daher nicht anzuwenden sei. Die mittelalterliche Literatur sei eine Literatur der Varianten, in der ein „Urtext“ oder die buchstabengenaue Wiedergabe einer Vorlage kaum eine Rolle spielten. Die Zielsetzung der Erstellung eines Urtexts wende moderne Vorstellungen von Urheberrecht und Autorschaft auf alte Texte an, ohne den mittelalterlichen Hintergrund zu verstehen.
Einige neuere texttheoretische und editorische Ansichten stellen den Primat der Suche nach dem Urtext insgesamt in Frage. Textkritik wird hier zwar als Mittel zur Analyse der Überlieferung eingesetzt, die Konstruktion eines Textes jenseits der tatsächlich vorhandenen Dokumente aber als Dehistorisierung abgelehnt. Die Authentizität der Überlieferung steht in diesen Schulen über der willkürlich reklamierten Autorität einer editorischen Text-Setzung. Die Ablehnung eines kritisch konstituierten Textes und vor allem der Mischung von Zeugen zu einem eklektischen Text fasst für die angelsächsische Editorik David Greetham im Schlagwort vom „text that never was“ zusammen.

### Alternativen
Sowohl Bédier als auch Philologen, die die Rekonstruktion eines Urtextes für ahistorisch oder aus anderen Gründen für nicht sinnvoll halten, bevorzugen meist Editionen nach dem Leithandschrift-Prinzip. Bei solchen Editionen wird eine einzelne Handschrift zugrunde gelegt, andere Textzeugen nicht oder nur sehr sparsam zur Verbesserung herangezogen und bewusst auf Konjekturen verzichtet; oft werden diese Editionen diplomatisch gestaltet, um möglichst viele Eigenheiten der zugrundegelegten Handschrift abzubilden (z. B. das lange S vieler vormoderner Handschriften).